# Mark Hughes (Unternehmer)
Mark Reynolds Hughes (* 1. Januar 1956 in Lynwood, Kalifornien; † 21. Mai 2000 in Malibu, Kalifornien) war ein US-amerikanischer Geschäftsmann und Unternehmer. Er war der Gründer und Hauptgeschäftsführer von Herbalife International Ltd, einem Unternehmen, das Diätprodukte, Nahrungsergänzungsmittel und Kosmetika per Network-Marketing vertreibt. 

## Biografie
1976 begann Hughes, Diätprodukte mit dem Namen Slender Now zu verkaufen. Die Produkte wurden von Seyforth Laboratories hergestellt. Das Unternehmen verkaufte seine Waren im Direktverkauf, was bedeutet, dass ein unabhängiger Vertreter Produkte günstig kauft und diese dann Endabnehmern (Konsumenten) verkauft. Jeder Eigenhändler bekam ein Honorar, wenn er/sie einen neuen Vertreter warb. Mark Hughes nutzte diese Methode Jahre später, um Herbalife aufzubauen. Nach drei Jahren ging die Firma Slender Now jedoch bankrott. Hughes verkaufte daraufhin Fitnessgeräte und Diätprodukte für ein anderes Unternehmen, bevor er sich mit Richard Marconi, einem Kollegen von Slender Now, zusammenschloss, um im Februar 1980 das in Los Angeles ansässige Unternehmen Herbalife zu gründen. Hughes erwähnte häufig, dass der Antrieb zur Gründung des Unternehmens der Tod seiner Mutter Joann war (sie starb, als er 18 war); sie sei aufgrund einer unbeabsichtigten Überdosis von verschriebenen Diätpillen gestorben. Ihre Autopsie belegt, dass sie an einer Überdosis des Schmerzmittels Darvon starb. Hughes begann, Herbalife-Produkte von seinem Auto aus zu verkaufen – fünf Jahre später war er Millionär. Er vermarktete seine Produkte im Fernsehen mittels Erfahrungsberichten von Personen, die positive Berichte über die Einnahme von Herbalifeprodukten erzählten (siehe Testimonial). 
Hughes starb mit 44 Jahren in seiner Wohnung in Malibu (Kalifornien) an einer Überdosis Alkohol und dem Antidepressivum Doxepin. Zu diesem Zeitpunkt war er mit seiner vierten Frau verheiratet, Darcy LaPier. Er hatte einen Sohn namens Alexander, welcher aus seiner vorherigen Ehe mit Suzan Schroder stammt.

## Werke (Auswahl)
- The Mark Hughes Training Collection. DVD, Herbalife International Netherlands 2006